# Kanton Chaillé-les-Marais
Der Kanton Chaillé-les-Marais war von 1790 bis 2015 ein französischer Wahlkreis im Arrondissement Fontenay-le-Comte, im Département Vendée und in der Region Pays de la Loire; sein Hauptort war Chaillé-les-Marais.

## Gemeinden
Der Kanton Chaillé-les-Marais bestand aus neun Gemeinden:
| Gemeinde                    | Einwohner Jahr | Fläche km² | Bevölkerungsdichte | Code INSEE | Postleitzahl |
| --------------------------- | -------------- | ---------- | ------------------ | ---------- | ------------ |
| Chaillé-les-Marais          | 1.921 (2013)   | 39,96      | 48 Einw./km²       | 85042      | 85450        |
| Champagné-les-Marais        | 1.758 (2013)   | 49,82      | 35 Einw./km²       | 85049      | 85450        |
| Le Gué-de-Velluire          | 549 (2013)     | 12,81      | 43 Einw./km²       | 85105      | 85770        |
| L’Île-d’Elle                | 1.504 (2013)   | 19,09      | 79 Einw./km²       | 85111      | 85770        |
| Moreilles                   | 369 (2013)     | 19,68      | 19 Einw./km²       | 85149      | 85450        |
| Puyravault                  | 686 (2013)     | 17,07      | 40 Einw./km²       | 85185      | 85450        |
| Sainte-Radégonde-des-Noyers | 855 (2013)     | 31,13      | 27 Einw./km²       | 85267      | 85450        |
| La Taillée                  | 556 (2013)     | 11,57      | 48 Einw./km²       | 85286      | 85450        |
| Vouillé-les-Marais          | 746 (2013)     | 9,14       | 82 Einw./km²       | 85304      | 85450        |

## Bevölkerungsentwicklung
| 1962 | 1968 | 1975 | 1982 | 1990 | 1999 | 2009 |
| ---- | ---- | ---- | ---- | ---- | ---- | ---- |
| 7116 | 6756 | 6189 | 6594 | 6853 | 7171 | 8531 |